# 3085 Donna
3085 Donna è un asteroide della fascia principale. Scoperto nel 1980, presenta un'orbita caratterizzata da un semiasse maggiore pari a 2,3890542 UA e da un'eccentricità di 0,0998625, inclinata di 3,82645° rispetto all'eclittica.
L'asteroide è dedicato a Donna Marie Thompson, assistente amministrativa presso la divisione di Scienze Planetarie dell'Harvard-Smithsonian Center for Astrophysics.